# Colombiers (Orne)
Colombiers é uma comuna francesa na região administrativa da Normandia, no departamento Orne. Estende-se por uma área de 12,37 km². Em 2010 a comuna tinha 345 habitantes (densidade: 27,9 hab./km²).